# August Sander
August Sander (ur. 17 listopada 1876 w Herdorfie, zm. 20 kwietnia 1964 w Kolonii) – niemiecki fotograf. Znany przede wszystkim jako autor portretów, zwłaszcza Niemców z różnych warstw społecznych. Uważany za mistrza portretu socjologicznego. 
Fotografią zajmował się od 1892 roku. Początkowo uczył się u lokalnego fotografa, potem studiował malarstwo na Akademii Sztuk Pięknych w Dreźnie. Od 1901 kierował studiem fotograficznym w Linzu. Rok później ożenił się z Anną Seitenmacher. W 1909, ze względu na epidemię polio, rodzina Sanderów przeniosła się do Kolonii. Fotograf porzucił stylistykę, którą do tej pory wykorzystywał w swoich portretach, a która nawiązywała do malarstwa salonowego, przedstawiała modeli na malowanym tle i w specjalnym oświetleniu oraz zezwalała na retusz. W broszurze z 1910 informował, że wykonuje zdjęcia proste i naturalne, przedstawiające modela na tle dopasowanym do niego. Do wybuchu I wojny światowej stworzył dobrze prosperującą działalność.
Po wojnie rozpoczął realizację ogromnej, nigdy nieukończonej pracy, która miała nosić tytuł Menschen des 20. Jahrhunderts. Miała ona być dokumentacją, przedstawiającą szerokie spektrum ludzi żyjących w XX-wiecznych Niemczech. Zdjęcia podzielone miały być na siedem grup, odpowiadających siedmiu klasom społecznym. Sander zamierzał zatem sportretować zarówno chłopów, robotników i bezrobotnych, jak i studentów, artystów i polityków. Część zdjęć z planowanych pięciuset opublikował w wydawnictwie zatytułowanym Znak czasu (Antlitz der Zeit). Zamieszczone tam fotografie cechuje prostota i bezpośredniość, staranna kompozycja i oświetlenie. Zdjęcia są pozowane, a modele, umieszczeni w swoim naturalnym środowisku (np. cukiernik w kuchni przy pracy), często patrzą wprost w obiektyw.
Po dojściu do władzy partii nazistowskiej w 1933 roku, bez oficjalnego wyjaśnienia zakazano publikacji Obliczy czasu – najprawdopodobniej ze względu na fakt, iż prezentowane przez Sandera zróżnicowanie narodu niemieckiego nie odpowiadało nazistowskiej wizji Niemców i typu aryjskiego. Sander zajął się więc mniej kontrowersyjną działalnością – opublikował 5-tomowy zbiór zdjęć z różnych regionów kraju Deutsche Lande, Deutsche Menschen. Na czas II wojny światowej Sanderowie przenieśli się do niewielkiego Kuchhausen, zostawiając w Kolonii część negatywów, które następnie spłonęły. Z tego powodu praca nad Menschen des 20. Jahrhunderts nigdy nie została ukończona. 
W 1960 został odznaczony Orderem Zasługi Republiki Federalnej Niemiec.